# 尾花沢市運動公園
尾花沢市運動公園（おばなざわしうんどうこうえん）は、山形県尾花沢市にある運動公園。

## 概要
尾花沢市民のスポーツ振興と健康増進、交流や地域の連帯を深めるために開設された運動公園である。体育館や野球場、サッカー場の他、スポーツロードや遊歩道もある。

## 施設概要

### 尾花沢市体育館
- 1F
  - ピロティ、多目的ルーム(2室)、倉庫(4室)、機械室(1室)
- 2F
  - アリーナ（40.6m×33m）、ステージ、ホール、ロッカー室、器具庫、トイレ、事務室
- 3F
  - トレーニングルーム、ランニングコース（1周160m）

### 尾花沢市総合球場
メインスタンドは観客席300席を設けている。ナイターも使用可能。
- 規模
  - 1階 203.95m2
  - 2階 238..71m2
  - 合計 442.66m2
  - 内野3,336m2、外野8,341m2、外周626m2

### 尾花沢市サッカー場
芝生のグラウンド。ナイターも使用可能で照明灯が4基ある。コートの広さは100×70m。

### 尾花沢市多目的広場
クレイコートのグラウンド。広さは3600m2。

### 尾花沢市スポーツロード
1周1.1km、幅員6mのコース。

### 長根山遊歩道
1kmコースと2kmコースがある。幅員は3m。

## 所在地
尾花沢市体育館
- 山形県尾花沢市新町3-5-35

尾花沢市総合球場
尾花沢市サッカー場
尾花沢市多目的広場
尾花沢市スポーツロード
尾花沢市遊歩道
- 山形県尾花沢市大字尾花沢字横長根山5152番地の266

## 交通アクセス
鉄道
- JR奥羽本線大石田駅から車で15分。

無料駐車場があり、260台収容。

## 周辺
- 尾花沢市役所
- 長根山